# ليدز آند ذي ثاوزند ايلندز (أونتاريو)
ليدز آند ذي ثاوزند ايلندز، أونتاريو (بالإنجليزية: Leeds and the Thousand Islands)‏ هي مدينة كندية تقع في مقاطعة أونتاريو. تبلغ مساحة هذه المدينة 607.1826 (كم²)، ويبلغ عدد سكانها 9435 نسمة حسب إحصاء سنة 2006 م، بينما كان يسكنها 9069 نسمة في سنة 2001 م. تحتل هذه المدينة المرتبة رقم 406 بين مدن كندا حسب عدد السكان والمرتبة رقم 151 في المقاطعة. نما عدد السكان في هذه المدينة بنسبة (4) بين العامين المذكورين.

## وصلات خارجية
- الأطلس الحكومي لكندا
- إحصاءات كندا مع ساعة تعداد السكان